# Charles Larmore
Pour les articles homonymes, voir Larmore.
Charles Larmore (né le 23 mars 1950) est un philosophe moral américain. Défenseur d'une position réaliste en morale, il a été particulièrement connu à la suite de sa critique de John Rawls, qui reconnaîtra la pertinence de ses attaques. Larmore qui maîtrise la langue française a publié certaines de ses œuvres directement dans cette langue, contribuant ainsi à faire connaître ses positions en France.
Diplômé en 1972 de Harvard, puis de Yale en 1978, Larmore a également étudié à l'École normale supérieure en France de 1972 à 1973 et, de 1976 à 1977, à l'université de Münster en Allemagne. Il est actuellement, depuis 2006, professeur à l'université Brown, et a enseigné pendant 20 ans à l'université Columbia.
Charles Larmore a reçu en 2004 le Grand prix de philosophie de l'Académie française.

## Œuvres en français
- Modernité et morale, PUF, 1993
- Les pratiques du moi, PUF, 2004
- Débat sur l'éthique. Idéalisme ou réalisme (avec Alain Renaut), Grasset, 2004
- Dernières nouvelles du mois (avec Vincent Descombes), PUF, 2009

## Œuvres en anglais et en allemand
- Patterns of Moral Complexity, Cambridge University Press, 1987
- The Morals of Modernity, Cambridge University Press, 1996
- The Romantic Legacy, Columbia University Press, 1996
- The Autonomy of Morality, Cambridge University Press, 2008
- Vernunft und Subjektivität, Suhrkamp, 2012
- Das Selbst in seinem Verhältnis zu sich und zu anderen, Klostermann, 2017
- What is Political Philosophy?, Princeton University Press, 2020

## Étude sur Charles Larmore
- Claude Romano (éd.), Du moi à l'authenticité. La philosophie de Charles Larmore, Paris, Mimésis, 2017.